# Martim Afonso de Castro
Dom Martim Afonso de Castro (mort a Malaca, 3 de juny de 1607) va ser un administrador colonial portuguès, virrei de l'Índia des de 1605 al 1607.
Era el fill de António de Castro, 4t comte de Monsanto, i dona Inês Pimentel.
Encarregat de pacificar la Insulíndia, llavors també designada com a Parts del Sud, va reunir i va manar en persona una de les majors flotes mai posar a la mar pels portuguesos. Les operacions van patir diversos contratemps a causa dels elements, com ara anar en direcció equivocada. Després del primer xoc en la batalla de Cable Trencat (Cabo Rachado) els portuguesos van causar grans danys a les naus holandeses posant-les en retirada; el virrei va optar per no explotar l'èxit; es va retirar a Malaca, deixant la major part de les naus ancorats al front de la ciutat. El comandant holandès Cornelis Matelieff de Jonge, després d'una reparació ràpida de les seves naus, va contra-atacar, i el vaixells portuguesos, indefensos i sense possibilitat de maniobra, van ser destruïts pel foc enemic o el dels propis portuguesos que així intentaven evitar la captura de les naus per l'enemic.